# Omelia

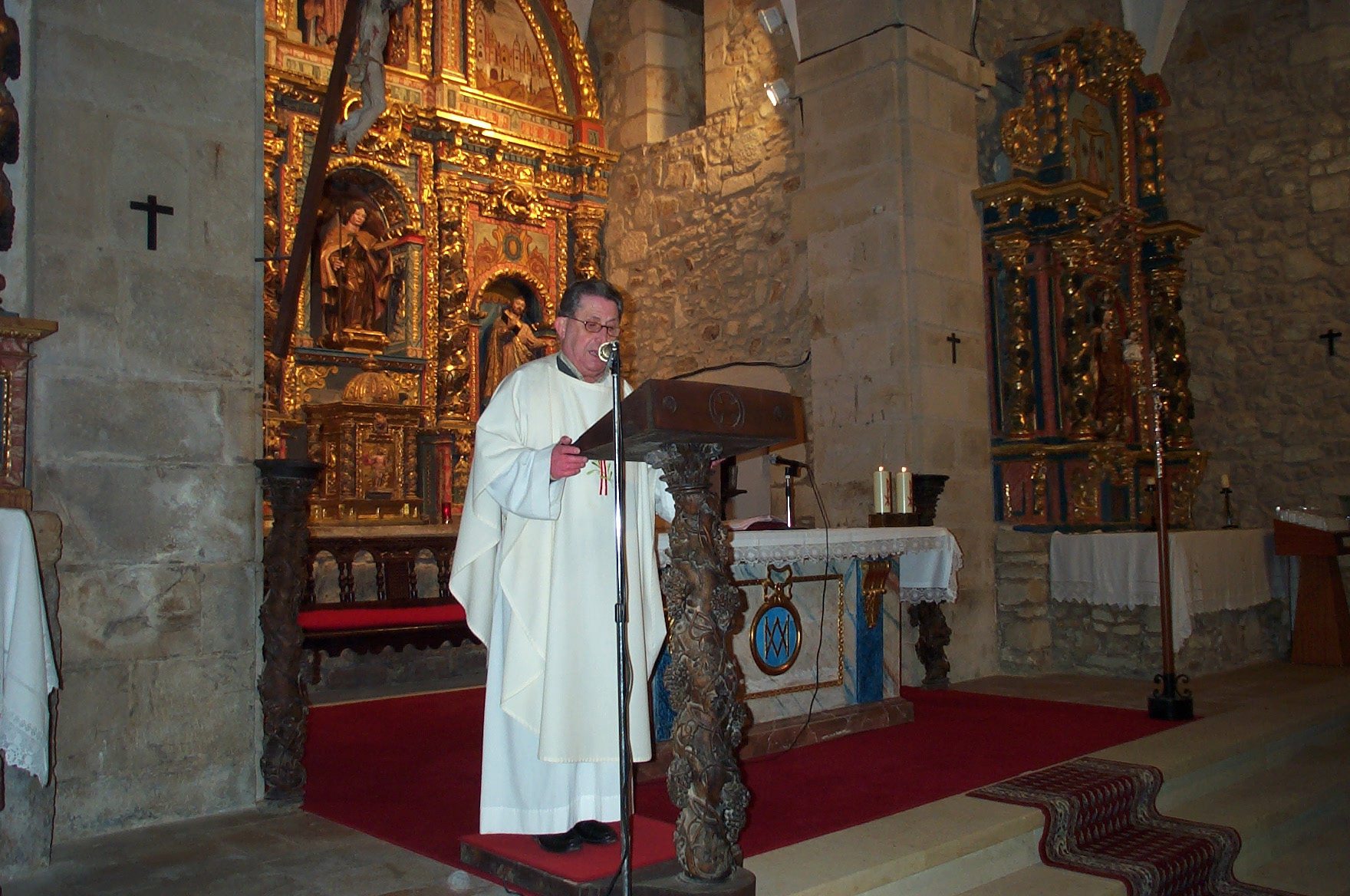
Un presbitero mentre tiene l'omelia

Nel culto cristiano, l'omelia (dal verbo greco ὁμιλέω, "conversare, intrattenere", attraverso il successivo sostantivo latino hŏmīlĭa), detta anche predica (soprattutto nel cattolicesimo romano) o sermone (soprattutto nel protestantesimo), è l'esortazione con cui un pastore di anime si rivolge a un'assemblea di fedeli (congregazione) per alimentarne la vita cristiana.
Nella chiesa cattolico-romana, in particolare, durante l'omelia il vescovo o presbitero che presiede la liturgia (o anche un altro vescovo, prete o diacono) si rivolge direttamente ai fedeli e nel corso dell'anno liturgico presenta i misteri della fede e le norme della vita cristiana, attingendoli dal testo sacro. L'omelia è dunque considerata parte dell'azione liturgica e consiste «nella spiegazione o di qualche aspetto delle letture della sacra Scrittura, o di un altro testo dell'Ordinario o del Proprio della Messa del giorno, tenuto conto sia del mistero che viene celebrato, sia delle particolari necessità di chi ascolta».

## Nei padri della Chiesa
La maggior parte dei padri della Chiesa, essendo presbiteri o vescovi, ci ha lasciato delle omelie sugli argomenti più vari.
Sant'Ambrogio predilesse il genere omiletico a quello trattatistico. Ad esempio il Commento al Vangelo di Luca, che fu apprezzato da sant'Agostino e criticato da san Girolamo, era una raccolta di omelie pronunciate su questo tema.
Sant'Agostino scrisse il trattato La dottrina Cristiana che espone le norme che i ministri di culto debbono osservare nell'interpretazione delle Sacre Scritture e nelle relative omelie. Nel libro IV tratta il rapporto tra retorica classica, di cui l'autore era stato docente a Milano e a Tagaste, e lo stile cristiano che deve risultare accessibile a tutti i fedeli, senza distinzioni di classe.

## Nel cattolicesimo di rito latino
Il Concilio Vaticano II ha reso obbligatoria l'omelia nella messa della domenica e delle feste di precetto del rito romano.

## Nella liturgia bizantina
Nella liturgia bizantina la parola omelia indica l'esposizione e il commento di passi delle Sacre Scritture, specialmente del Vangelo del giorno, ma estesi anche ad altri testi della divina liturgia, come parte integrante dell'atto di culto.

## Nel Concilio di Trento
Il Concilio di Trento (V sessione, 1546) dispose che tutti i sacerdoti dovessero predicare il Vangelo nelle messe domenicali e nelle feste solenni. Sullo stile dell'omelia, aggiunse che essa doveva "una spiegazione breve facile", accessibile a tutti, per insegnare le verità necessarie alla salvezza, le virtù da praticare e vizi da evitare.

## Sviluppi recenti
Ultimamente le omelie si possono trovare anche sul web e sono scaricabili direttamente dai siti delle parrocchie nelle quali vengono registrate, ad esempio in formato MP3. Alcune di queste offrono un servizio continuo per tutto l'anno liturgico, suddividendole in base ai vari tempi liturgici di cui l'anno è composto.